# Adam Adrio
Adam Adrio (* 4. April 1901 in Essen; † 18. September 1973 in Klobenstein, Südtirol) war ein deutscher Musikwissenschaftler und Hochschullehrer in Berlin.

## Leben
Adrio studierte ab 1927 Musikwissenschaft bei Hermann Abert, Arnold Schering, Hans Joachim Moser und Friedrich Blume an der Berliner Universität. Seine Dissertation von 1934/1935 trägt den Titel Die Anfänge des geistlichen Konzerts. Nach Assistenzzeiten in Berlin bei Schering am Musikhistorischen Seminar übernahm er das Collegium musicum vocale der Universität, wo er 1953 ordentlicher Professor wurde, und unterrichtete an der Berliner Kirchenmusikschule. Das Fach Liturgik unterrichtete er an der evangelisch-theologischen Fakultät.
Am 7. Januar 1940 beantragte er die Aufnahme in die NSDAP und wurde zum 1. Februar desselben Jahres aufgenommen (Mitgliedsnummer 7.465.979).

## Werke
Adrio tat sich vor allem als Herausgeber protestantischer Kirchenmusikwerke des Frühbarock und des Barock hervor. Er gab die Matthäuspassion von Johann Georg Kühnhausen heraus, arbeitete zu Johann Rudolph Ahle, Dietrich Buxtehude, Christoph Demantius, Johann Crüger, Melchior Franck, Tobias Michael Johann Hermann Schein, Gottfried Heinrich Stölzel, Georg Philipp Telemann, aber auch zur Musik des 20. Jahrhunderts, z. B. Ernst Pepping.
1937 gab er zusammen mit Helmuth Osthoff und Walter Serauky die Festschrift für seinen Lehrer Arnold Schering heraus. In der zweiten Hälfte des 20. Jahrhunderts verfasste er mehrere Aufsätze in der Geschichte der evangelischen Kirchenmusik, die Friedrich Blume 1965 herausgab. Ebenso stammen im Musiklexikon Die Musik in Geschichte und Gegenwart (ab 1949) zahlreiche Artikel von ihm. Für die große mehrbändige Musikbeispielsammlung Das Musikwerk stellte er den 19. Band zum Thema Fuge zusammen.
Musikerbiographien stellte er auch für die ab 1953 erscheinende Neue Deutsche Biographie (NDB) zusammen.